# Ciudad Real (tartomány)
Ciudad Real egy tartomány Spanyolországban, Kasztília-La Mancha autonóm közösségben.